# Hvidkronet albatros
Hvidkronet albatros (latin: Thalassarche cauta) er en stormfugl, der lever på Tasmanien og i New Zealand.